# Skleněný blud
Skleněný blud je externí manifestace duševní poruchy zaznamenané v Evropě, především v období pozdního středověku a raného novověku (15. až 17. století). Lidé, postižení touto poruchou, se domnívali, že jsou vyrobeni ze skla, kvůli čemuž se „mohou rozbít na kousky“.

## Blud
V 16. a 17. století se v Evropě sklo stalo cenným zbožím. Bylo považováno za magický, alchymistický předmět. Spojeno s křehkostí a luxusem, sklo ovlivnilo způsob, jakým šlechticové vnímali svoji pozici ve společnosti. Fixace na tento nový materiál přispěla k manifestaci této duševní poruchy; Edward Shorter, odborník z oblasti historie psychiatrie z Torontské univezity, připisuje rozšíření skleněného bludu v Evropě 17. století, k rozšíření skla ve společnosti. Dodává: „V průběhu historie, vynalézavá nevědomá mysl připoutávala své iluze (bludy) na nové materiály a technologický pokrok své doby.“
Jelikož se duševní porucha skleněného bludu koncentrovala na bohaté a vzdělané vrstvy, mohli ji moderní učenci spojovat s lépe popsanou melancholií.

## Historické příklady

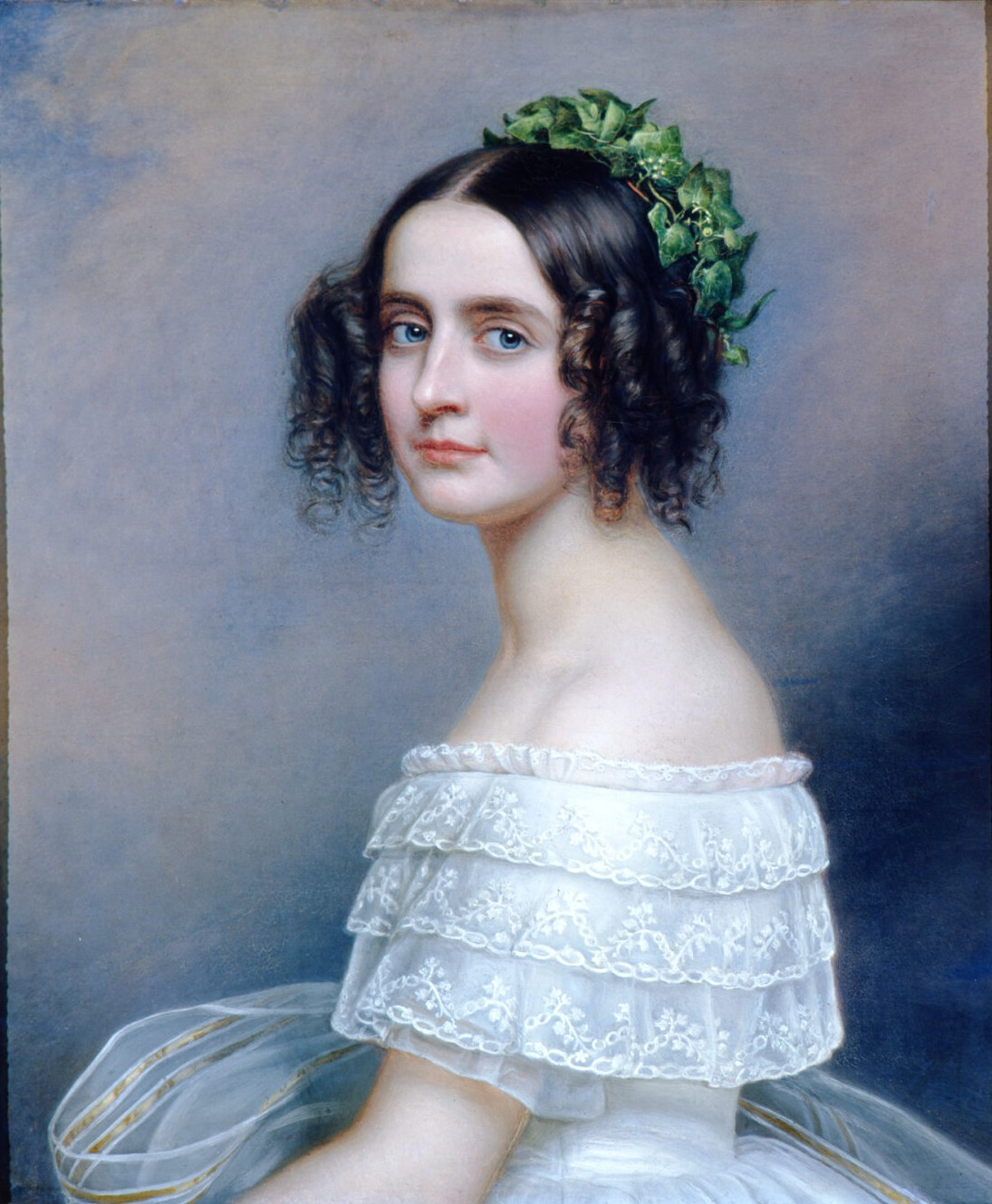
Princezna Alexandra Bavorská od dětství věřila, že spolkla piano, a musela se pohybovat pomalu a opatrně, aby se nerozbilo.

Mezi nejznámější příklady z minulosti patří Karel VI. Francouzský, který si nechal vyztužit oblečení železnými tyčemi, princezna Alexandra Bavorská, která věřila, že v dětství spolkla skleněné piano, Petr Iljič Čajkovskij, o němž se tvrdí, že si při dirigování přidržoval bradu, aby mu neupadla hlava či Georgios Hatzianestis, řecký armádní velitel, jehož nohy byly, podle jeho přesvědčení, ze skla a rozbily by se, kdyby se jakkoliv pohnul.